# Friso Henstra
Friso Henstra (Amsterdam, 9 februari 1928 – aldaar, 28 september 2013) was een Nederlands illustrator.

## Biografie
Henstra volgde twee jaar de opleiding tekenen en drie jaar de avondlessen beeldhouwen aan de Rijksacademie in Amsterdam. Hij was vijftien jaar actief als beeldhouwer en ontwikkelde zich tot illustrator en ook striptekenaar. Zijn eerste illustraties verschenen in het satirische tijdschrift Mandril. Maandblad voor mensen, daarnaast in het jeugdtijdschriften Olidin (van de Shell), en Kris-Kras. Hij gaf zestien jaar les aan de Hogeschool voor Kunsten in Arnhem. Hij werd bekend op Nederlandse scholen door zijn illustraties bij Honderd eeuwen (C. Wilkeshuis, 1966), een geschiedenisboek.
Door illustratie van de Koningskruistocht (de vertaling van Tomorrow's fire) door Jay Williams werd hij uitgenodigd om in Amerika diens boeken te illustreren. Hij had daarmee veel succes. Met twee boeken van Williams won hij een prijs op de Biennial of Illustrations Bratislava: in 1969 de Gouden appel voor The practical princess en in 1977 een Gouden Plaque voor Forgetful Fred. In de Verenigde Staten stond The practical princess op de lijst van de mooiste boeken. In Nederland werd hij bekend door zijn boekomslagen - voor Salamander, maar bijvoorbeeld ook van de boeken van Hermann Hesse (o.a. De steppewolf).
In 1980 verscheen 'Decamerone. Een meesterwerk der wereldliteratuur' van Giovanni Boccaccio bewerkt door C.J. Kelk en geïllustreerd door Friso Henstra. ISBN 90 6057 157 6
Hij schreef in 1983 het voor zijn stijl zeer kenmerkende prentenboek Malle maffe muis (1991 in Nederland verschenen). In 1992 kreeg hij de Gouden Penseel voor het door Sylvia Hofsepian geschreven Waarom niet?